# Willem Post

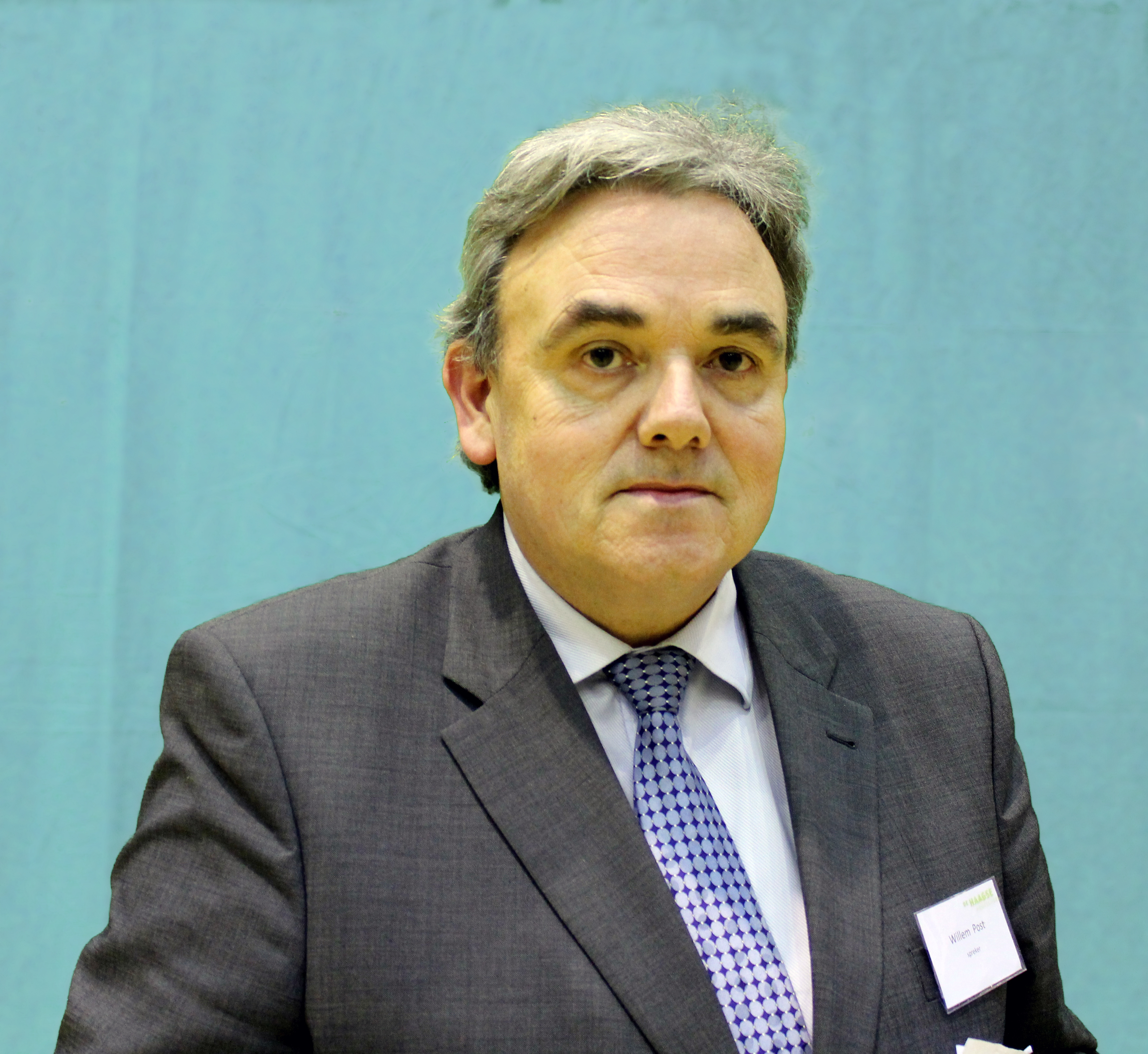
Willem Post

Willem Post is een Nederlandse Amerika-deskundige, historicus en publicist.
Post studeerde (Amerikaanse) geschiedenis en internationale betrekkingen aan de Rijksuniversiteit Leiden. Sinds mei 2007 is hij senior visiting fellow Amerikaanse politiek, in het bijzonder het Amerikaanse presidentschap en de buitenlandse- en veiligheidspolitiek, bij Instituut Clingendael. Post is ook verbonden aan de Public Diplomacy Council in Washington DC en organiseert de zgn. White House Series in internationaal perscentrum Nieuwspoort in Den Haag. 
Sinds midden jaren tachtig is Post Amerika-commentator/-deskundige en columnist voor een groot aantal media in binnen- en buitenland zoals Netwerk televisie, Goedemorgen Nederland van KRO en van WNL, AVROTROS Nieuwsshow (tegenwoordig Nieuwsweekend van MAX), NPO Radio1 en BBC World. Hij publiceerde in o.a. Het Parool,  FD en AD (als columnist van o.a. De Holland-Amerikalijn), NRC, De Volkskrant en de Belgische De Morgen. 
In 2004 ontving hij in Washington DC voor zijn verdiensten de bronzen ster van de National Council for International Visitors.
In 2020 presenteerde hij op Super Tuesday zijn boek *Van Arena naar Witte Huis" over de Amerikaanse presidentsverkiezingen.
Als Haags historicus publiceert hij ook over de Tweede Wereldoorlog en is hij bestuurslid van de Stichting Nationale Herdenking ‘s-Gravenhage. 
Post publiceerde in 2016 een boek over city diplomacy: Cities Go Global. Het boek is een inleiding op dit recente fenomeen. Hij  was ook betrokken bij de oprichting van het Global Parliament of Mayors naar het idee van dr. Benjamin Barber uit New York.
Voor 'zijn' stad Den Haag ontwikkelde Post initiatieven als de Haagse Brug, Worldclass The Hague voor internationale en Haagse/Nederlandse studenten en een jaarlijkse gemeenschappelijke lezing op het Brookings Instituut in Washington, waar Justice Breyer van het Amerikaanse Hooggerechtshof zijn naam aan verbonden heeft. In 2002 introduceerde hij in Den Haag naar voorbeelden in de Verenigde Staten het eerste gemeentelijke ‘international centre’ in Nederland. Toen nog onder de naam ‘The Hague Hospitality Centre, for international media, visitors and expats.’